# Manuel Ruiz Zorrilla
Manuel Ruiz Zorrilla (Burgo de Osma-Ciudad de Osma, 22 de març de 1833 - Sòria, 13 de juny de 1895) va ser un polític espanyol, diputat a Corts i posteriorment ministre de Foment i de Gracia i Justícia durant el govern provisional format després de la Revolució Gloriosa de 1868, i cap de Govern amb Amadeu I. Va ser Gran Mestre del Gran Orient d'Espanya entre 1870 i 1874. Després de la restauració borbònica va ser obligat a exiliar-se al febrer de 1875, passant a defensar a partir de llavors l'opció republicana i a convertir-se en un dels líders del republicanisme espanyol, organitzant des de l'exterior diverses insurreccions que van intentar posar fi a la monarquia restauracionista, cap de les quals va tenir èxit. En 1895 va tornar a Espanya per morir-hi.

## Biografia
Va néixer en el si d'una de família relativament acomodada -el seu pare era comerciant de teixits- d'origen pasiego. Es va llicenciar en Dret a la Universitat Central de Madrid. Prèviament havia estudiat a Valladolid i Jurisprudència a Madrid, carrera que va acabar en dos anys abans de matricular-se en Lleis, aconseguit la llicenciatura en 1857.

### Polític liberal progressista sota la Monarquia d'Isabel II (1858-1868)
El seu interès per la política va sorgir durant els seus anys universitaris i abans d'acabar els seus estudis ja formava part amb el grau de comandant de la Milícia Nacional, restablida durant el Bienni Progressista, i fou escollit també Diputat Provincial de Sòria pel seu districte natal d'El Burgo de Osma. Per aquesta mateixa circumscripció va resultar elegit diputat a Corts pel Partit Progressista en 1858.
Es va afiliar al liberalisme progressista després d'haver passat pel camp demòcrata després de convèncer-se, segons la seva pròpia versió, que les llibertats havien de ser compatibles amb l'ordre. Per això també va començar a col·laborar amb el diari La Iberia, que defensava aquestes mateixes posicions, enfront del demòcrata La Discursión.
Aquesta primera legislatura en les Corts es va correspondre amb el "govern llarg" de la Unió Liberal presidida pel general Leopoldo O'Donnell i va compartir grup parlamentari amb els líders del Partit Progressista —després del retir del general Baldomero Espartero— Salustiano de Olózaga Almandoz i Pascual Madoz, i amb Pedro Calvo Asensio i Práxedes Mateo Sagasta. Ruiz Zorrilla va compatibilitzar l'activitat parlamentària i política a Madrid amb la seva activitat privada a Sòria ocupant-se de negocis i propietats. Va contreure matrimoni amb una burgalesa de bona família, que li donaria quatre fills, tots morts en la infància. Precisament d'aquesta etapa sorgiria l'amistat amb Práxedes Mateo Sagasta.
En 1864 va publicar la seva primera obra política titulada Tres negaciones y una afirmación que anava dirigida contra un dels enemics del progressisme en la política espanyola, els neocatòlics, als quals va titllar "putxinel·lis de l'absolutisme". Aquest fullet li va donar fama d'anticlerical, encara que, segons Jordi Canal, "el seu anticlericalisme era, com expressa el sentit estricte del terme, un combat contra el clericalisme i totes les seves manifestacions. […] Va ser un catòlic conscient i crític, que intentava aferrar-se a la compatibilitat entre el liberalisme i el catolicisme. Religiós sense afectació i catòlic sense hipocresia: així es definia en 1864".
Un any abans havia recolzat la política de retraïment acordada pel Partit Progressista després de la caiguda d'O'Donnell i la volta dels moderats en poder imposant serioses limitacions a l'actuació política. El retraïment significava que els progressistes no presentarien candidats a les eleccions, tal com va quedar recollit en el manifest del 8 de setembre de 1863, en el qual deien:
| « | El partit progressista s'aparta per complet de la vida pública i es retira en l'actitud més pacífica a conservar tranquil·lament la fe en els seus principis i l'esperança de veure'ls un dia adoptats per tots els que sincerament desitgin que es plantegi i es consolidi a Espanya un règim veritablement constitucional | » |

Tanmateix, el progressisme aviat va abandonar l'"actitud pacífica" i es va passar a la via insurreccional —condemnats "a obtenir per les armes el que desitjaria[n] pel lliure exercici dels drets polítics", com va escriure en una carta Ruiz Zorrilla— per posar fi a la mateixa monarquia d'Isabel II, a la que feien directament responsable que no s'hagués aconseguit "un règim veritablement constitucional". El general Joan Prim, convertit en el nou líder del partit, va ser el que va organitzar i va encapçalar totes les temptatives de pronunciaments. La més important va ser la revolta de la caserna de San Gil de juny de 1866, el fracàs de la qual va obligar a fugir d'Espanya a la plana major del Partit Progressista, Ruiz Zorrilla entre ells. Mesos després es va celebrar una decisiva reunió en oste (Bèlgica) convocada per Prim i en la qual els líders del partit progressista, entre ells Ruiz Zorrilla, i els del Partit Demòcrata van acordar el Pacte d'Oostende per posar fi a la Monarquia d'Isabel II. Llavors es va convertir, juntament amb Sagasta, en un dels homes de confiança de Prim, seguint al general de Brussel·les a París i a Londres, des d'on preparava nous intents insurreccionals. La seva ocupació va ser escriure proclames, manifestos i cartes, preparar reunions i buscar recursos, a més d'intentar atreure al "pacte d'Oostende" als unionistes, la qual cosa finalment es va produir.

### Home d'Estat durant el Sexenni Democràtic (1868-1874)

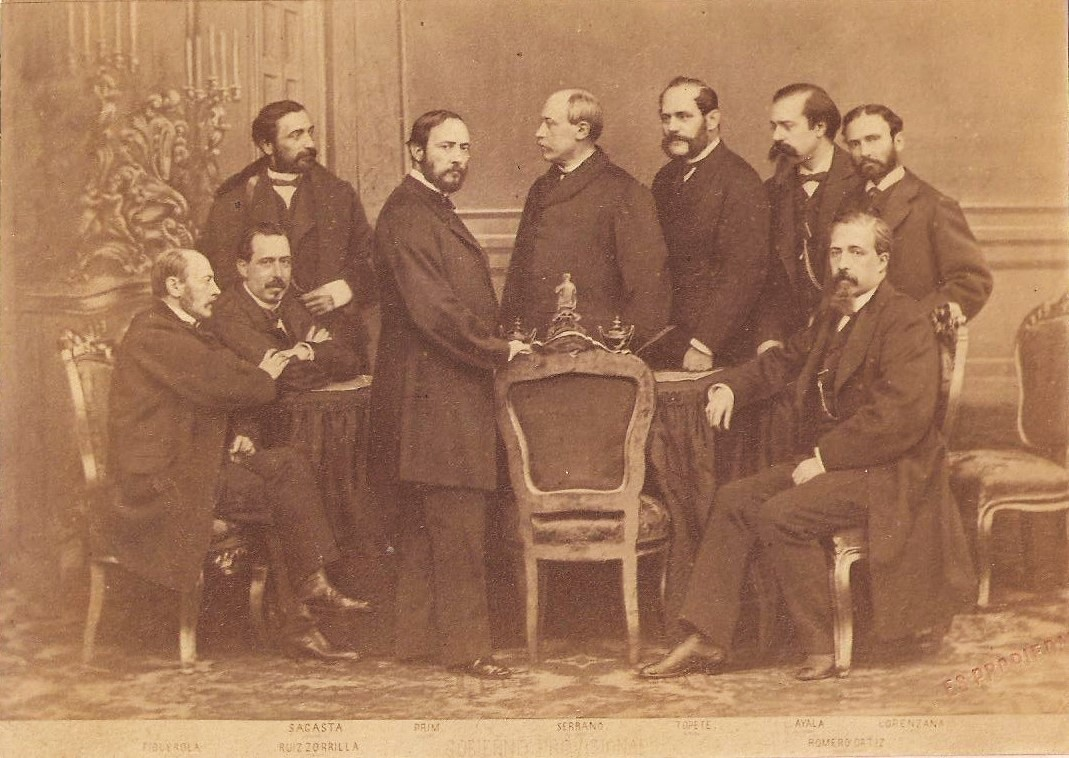
Govern provisional de 1869 Des de l'esquerra: Figuerola, Ruiz Zorrilla, Sagasta, Joan Prim, Serrano, Topete, Adelardo López de Ayala, Lorenzana i Antonio Romero Ortiz (foto de J. Laurent).

Després del triomf de la revolució de setembre de 1868 —en la qual va participar directament, arribant a Gibraltar el dia 14 al costat de Prim i Sagasta— va ocupar la cartera de Foment en el govern provisional presidit pel general unionista Francisco Serrano, del que també formaven part Prim i Sagasta, en Guerra i Governació, respectivament, Laureà Figuerola en Hisenda i Antonio Romero Ortiz en Gracia i Justícia. En aquest càrrec van destacar les seves actuacions en el camp de l'educació, inspirades, segons el seu propi testimoniatge, en un "criteri àmpliament liberal i profundament democràtic", per la qual cosa va decretar la llibertat d'ensenyament, dedicant especial atenció a l'ensenyament primari perquè "un poble no pot ser lliure si no té educació suficient per conèixer els seus drets i practicar-los amb consciència sencera", com va afirmar en una circular. Aquesta política, a més del decret de secularització de la riquesa científica, literària i artística, pel qual els materials de biblioteques i arxius religiosos passaven a l'Estat, li va donar una fama duradora de revolucionari i anticlerical. La descentralització va produir, però, efectes oposats als buscats, i les províncies i alguns municipis van crear amb fons públics, universitats i instituts de segon ensenyament i no escoles per les classes populars, i en altres municipis rurals es van acomiadar mestres i van tancar escoles, o contractar per un menor salari mestres sense títol. Només uns mesos després d'haver-se aprovat el decret-llei de llibertat d'ensenyament Manuel Ruiz renunciava el liberalisme teòric i afirmava que considerava necessari un període de dictadura, més o menys llarga, perquè tots els espanyols sabessin llegir i escriure.
Després de l'aprovació de la Constitució de 1869 que va mantenir la monarquia com forma de govern, la qual cosa va provocar la ruptura amb la majoria del Partit Demòcrata que va passar a denominar-se Partit Republicà Federal, va assumir la regència el general Serrano i la presidència del govern el general Prim, la missió principal del qual era trobar un nou rei per a Espanya. En aquest nou gabinet Ruiz Zorrilla va passar de ministre de Foment a ministre de Gracia i Justícia. Encara que en el càrrec només va estar sis mesos, perquè el gener de 1870 va passar a ocupar la presidència de les Corts —en les eleccions havia estat elegit diputat per Burgo de Osma i Madrid, formant part de la majoria monàrquico-democràtica—, va impulsar projectes importants que van ser continuats pel seu successor, com els del recurs de cassació, el matrimoni civil o la supressió de la pena d'argolla.

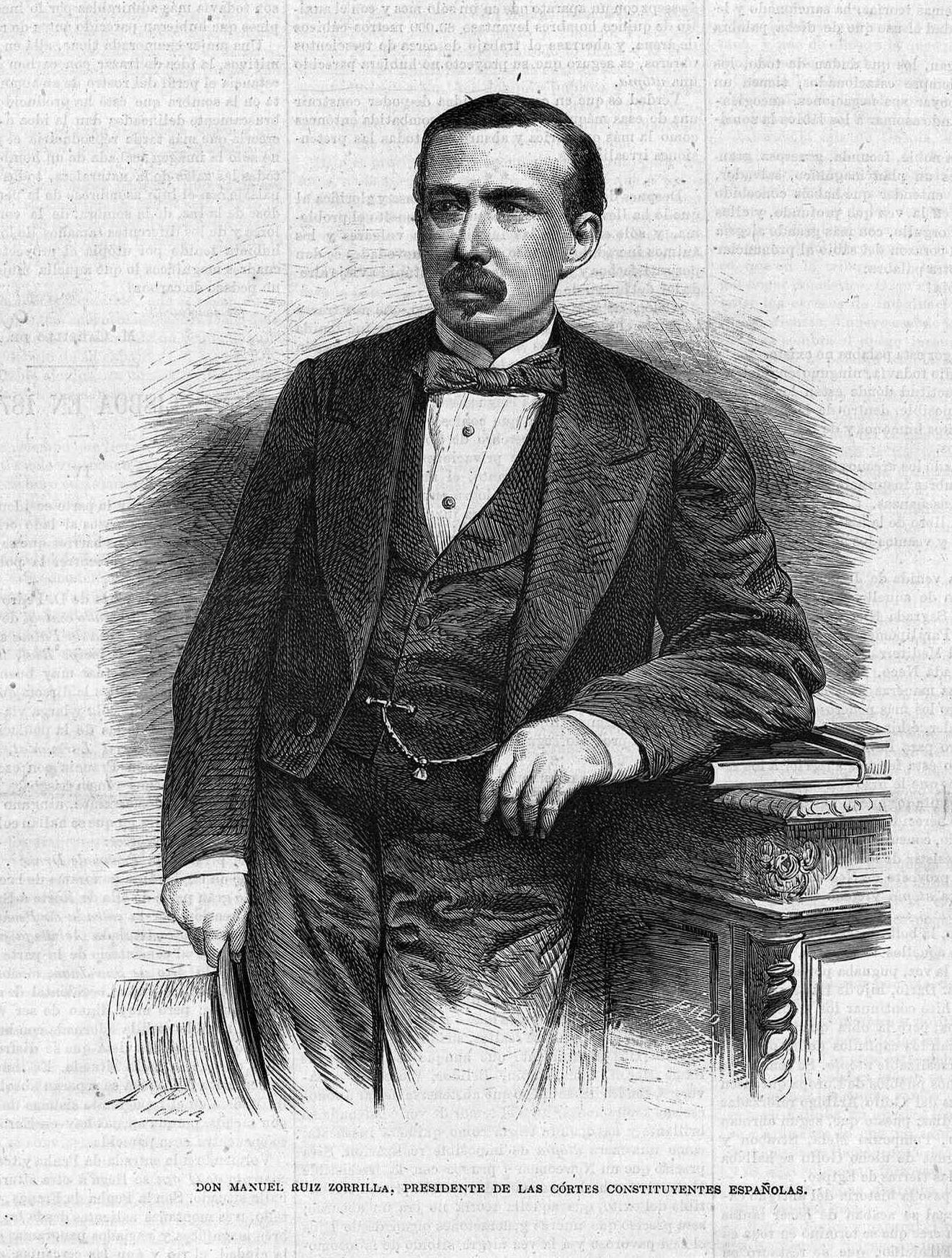
«Don Manuel Ruiz Zorrilla, presidente de las Cortes constituyentes españolas», novembre de 1870, a La Ilustración de Madrid, dibuix d'Alfredo Perea, gravat de Rico.

Durant el període en què va ser president de les Corts —càrrec del qual va renunciar a la important remuneració econòmica que comportava— va ingressar en la maçoneria adoptant el nom simbòlic de Cavour. La cerimònia va tenir lloc el 18 de juliol de 1870 a la seu de la lògia madrilenya la Mantuana, integrada en el Gran Orient d'Espanya (GODE), recentment fundat, i en pocs dies va ser nomenat Sobirà Gran Comanador i escollit Gran Mestre, les dues principals dignitats del GODE que va ostentar fins a l'1 de gener de 1874, data en què va presentar la dimissió —el va substituir Juan de la Somera, al que va succeir dos anys després el germà "Paz", que era Práxedes Mateo Sagasta.
Com a president de les Corts va prendre jurament a Amadeu I com a rei d'Espanya el gener de 1871. Abans hi havia estat implicat en la complexa cerca d'un rei, donant suport a la candidatura de Ferran de Coburg, pare del rei de Portugal Lluís I en haver estat rei-consort amb Maria II de Portugal, la qual cosa hagués suposat la unió dinàstica dels regnes de Portugal i Espanya, aconseguint-se així la unió ibèrica que Ruiz Zorrilla defensava com la majoria dels liberals progressistes, però aquell no va acceptar la Corona espanyola. I després de descartar-se el segon candidat Leopold de Hohenzollern-Sigmaringen per l'oposició de l'emperador francès Napoleó III, va encapçalar la comissió parlamentària que va viatjar a Itàlia per oferir-li oficialment la corona espanyola al segon fill del rei d'Itàlia Víctor Manuel II i Duc d'Aosta, Amadeu de Savoia.
Pocs dies abans que arribés a Espanya el nou rei, es va produir el 27 de desembre de 1870 l'assassinat a Madrid del general Prim, president del govern i principal valedor de la seva candidatura, per la qual cosa el regnat d'Amadeu I va començar ple d'incerteses. Al primer govern de la nova monarquia democràtica, presidit pel general Serrano, Ruiz Zorrilla va ocupar la cartera de Foment. Però de seguida va esclatar el conflicte amb Sagasta per ocupar la prefectura, que havia quedat buida després de l'assassinat de Prim, del partit progressista i de la coalició monàrquic-democràtica de progressistes, unionistes i demòcrates monàrquics —anomenats "cimbrios"— que recolzaven la monarquia amadeísta, enfront dels carlistes, que havien iniciat la tercera guerra carlina en defensa els drets al tron del pretendent Carles VII, i dels republicans federals, que ja havien protagonitzat insurreccions en algunes ciutats —a més de la insurrecció de Cuba en favor de la independència de l'illa. De l'enfrontament entre Ruiz Zorrilla i Sagasta, que d'amics i companys de conspiració van passar a ser aferrissats enemics, van sorgir dos nous partits de notables, el Radical, que va encapçalar el primer, i el Constitucional, que va encapçalar el segon. A més de la qüestió personal, el que diferenciava als dos partits era l'estratègia i la política que defensaven, ja que mentre els "constitucionalistes" de Sagasta, més a la dreta, buscaven la síntesi entre progressistes i unionistes, els "radicals" de Ruiz Zorrilla, més a l'esquerra, integraven a progressistes i antics demòcrates, i "no estalviava[n] alguna picada d'ullet als republicans i pretenia[n] seguir desenvolupant l'esperit de canvi del 68".

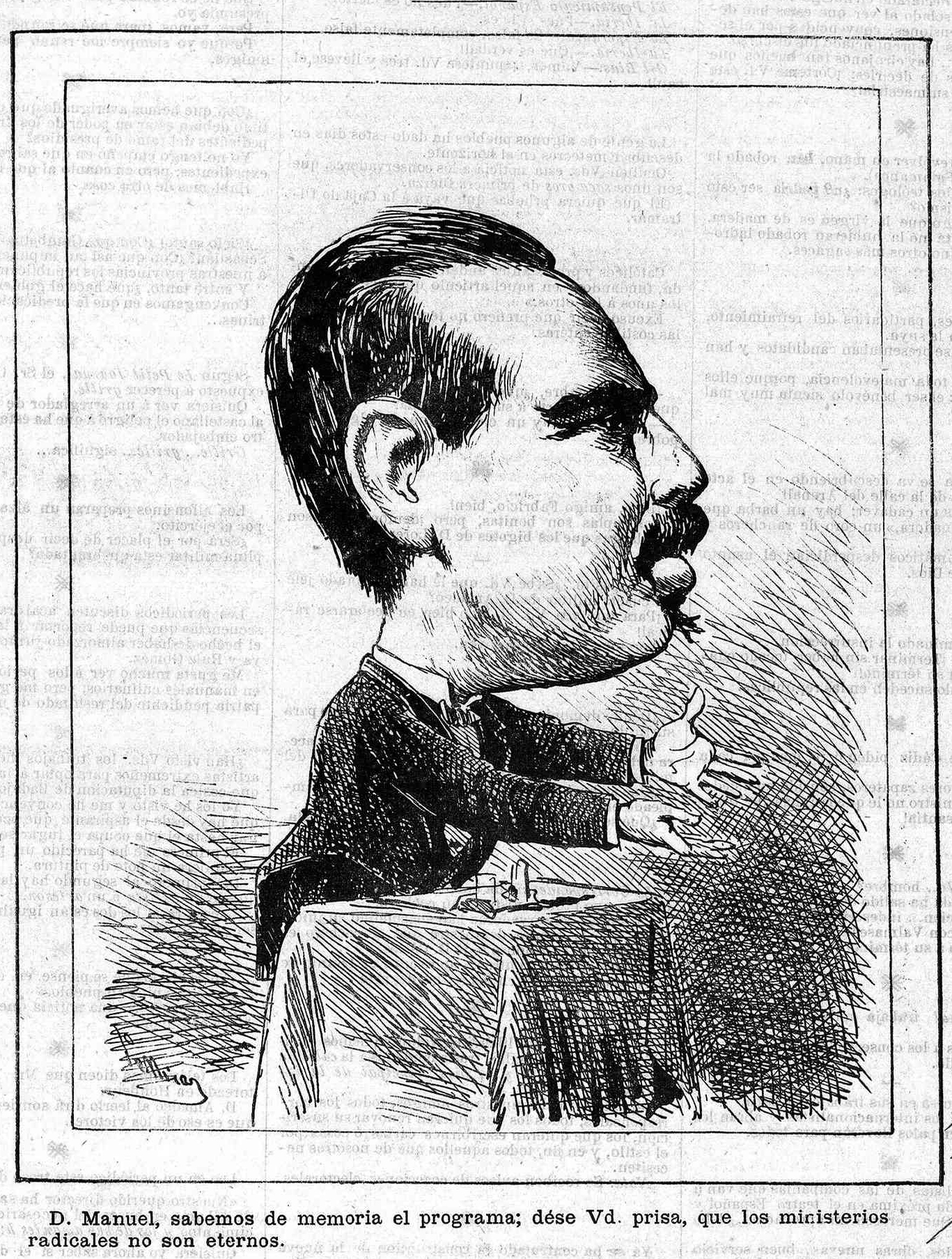
«D. Manuel, sabem de memòria el programa, doni's pressa, que els ministeris radicals no són eterns», caricatura en la revista satírica Gil Blas, de Josep Lluís Pellicer, publicada el 25 d'agost de 1872.

El juliol del 1871 Ruiz Zorrilla va ocupar la presidència del govern, però només va durar fins a octubre quan va perdre una votació parlamentària i va dimitir, sent substituït per José Malcampo y Monge, primer, i pel seu gran rival Sagasta, després. L'oposició entre constitucionals i radicals va anar creixent i al juny de 1872 Ruiz Zorrilla va tornar a la presidència del consell de ministres, però al febrer de 1873 el rei Amadeu I va renunciar a la Corona, a pesar que Ruiz Zorrilla va intentar convèncer-lo que no ho fes, i les Corts van proclamar la Primera República. Segons l'historiador Jordi Canal, en el fracàs de la monarquia parlamentària d'Amadeu I, alguna culpa va tenir Ruiz Zorrilla. "Després de la mort de Prim, ell havia estat el major defensor del rei, però no hi havia encertat, per aquesta convicció molt zorrillista que la seva era sempre l'opció correcta, a separar la causa amadeista de la pròpia".
Després de l'abdicació d'Amadeu I, Ruiz Zorrilla es va retirar de la vida política deixant plena llibertat als membres del seu partit perquè arribessin a acords amb els republicans, i no tornaria a reprendre una certa activitat fins a la segona meitat de 1874, precisament quan Sagasta va tornar a presidir el consell de ministres, sent president de la República el general Serrano. A l'agost, segons contaven dos periodistes de La Época, va dir que "mai ha estat republicà, però s'abraçaria a la bandera de la República, sortint del seu retraïment personal en un moment suprem, per combatre igualment contra el triomf de don Carlos o la imposició violenta del príncep Alfons [el futur Alfons XII, fill d'Isabel II], perquè no quedava en defensa de la llibertat i de les conquestes fetes per la Revolució de Setembre més bandera que la de la República".
Durant aquests últims mesos de la Primera República Espanyola va mantenir freqüents contactes amb els membres del seu antic partit "radical" i amb els líders republicans, especialment amb Emilio Castelar y Ripoll per evitar la tornada dels Borbó. Quan, com havia predit, es va produir "la imposició violenta del príncep Alfons" amb el pronunciament a Sagunt del general Arsenio Martínez-Campos Antón a la fi de desembre de 1874, Ruiz Zorrilla va acréixer les seves activitats conspiratives, que motivarien la seva expulsió d'Espanya al febrer de 1875.

### Líder republicà i "conspirador compulsiu" des de l'exili (1875-1895)
Al mes i una setmana del pronunciament de Sagunt del general Martínez Campos que va comportar la restauració borbònica en la persona del fill d'Isabel II, Alfons XII, Ruiz Zorrilla va ser obligat a abandonar Espanya per ordre del govern d'Antonio Cánovas del Castillo, amb el pretext que s'havia celebrat una reunió clandestina a la seva casa uns dies abans en la qual havien participat una vintena de generals. Així ho va relatar el mateix Ruiz Zorrilla dos anys després:
| « | El 5 de febrer de 1875, ocupada militarment el carrer en què vivia, i envaïda la meva casa per un núvol d'agents de policia pública i secreta, se'm va donar l'ordre de sortir d'Espanya, precisament per França i pel camí del Nord. Encara no he pogut explicar-me per què, al mes i alguns dies d'asseure's D. Alfons en el tron, del que havia estat expulsada la seva digna mare set anys abans, se'm va prendre mesura tan severa i duta a terme amb tant aparell | » |

Segons l'historiador Jordi Canal, l'expulsió d'Espanya va marcar la resta de la seva vida, perquè "de la lluita per la conquesta del poder i el seu exercici va passar, en la conjuntura de 1875, al combat contra l'Estat; de la defensa d'una solució monàrquica, a una opció radicalment republicana; i, finalment, de la presència permanent, amb poques excepcions, a Espanya, a l'existència en l'exili. L'home d'Estat va cedir el seu lloc al conspirador compulsiu".
Va abandonar Madrid en un tren que es dirigia al nord el mateix dia 5 a la nit —a la seva casa del carrer de los Leones de Madrid havia acudit molta gent a acomiadar-se. Va intentar residir a Baiona però les autoritats franceses no el van deixar viure prop de la frontera i es va traslladar a París, on pocs dies després va acudir la seva dona, María Barbadillo. I en l'exili va reafirmar el seu compromís amb la República:
| « | Sóc republicà perquè solament dins de la república poden avui els partits espanyols defensar les seves doctrines, traduir en lleis les seves aspiracions, desembolicar des del govern les solucions que hagin estat acceptades per l'opinió | » |

En arribar a París va començar la seva activitat conspirativa per dur a terme una insurrecció que posés fi a la monarquia d'Alfons XII i al règim de la Restauració. Es va convertir així en un "conspirador compulsiu, incansable alhora que irreductible", segons l'historiador Jordi Canal, que cita a Nicolás Salmerón que va dir de Ruiz Zorrilla: "ell vol la revolució com sigui i per qualsevol mitjà, i sembla que el domina una obsessió incurable". Les seves activitats, objecte d'un seguiment especial per l'ambaixada espanyola a París que va protestar davant el govern francès, li van suposar en diverses ocasions l'expulsió de França. La primera va ser el 1877 en què Ruiz Zorrilla va marxar a Suïssa, on va redactar la seva principal obra política, A sus amigos y adversarios, que va ser editada a Londres, i en la qual va rebatre les calúmnies i desqualificacions que s'havien abocat contra ell des que va ser obligat a abandonar Espanya, i en la qual també va explicar el seu propòsit d'aconseguir "la unió de tots els bons republicans, per llançar de la nostra pàtria per sempre la raça que ens té pobres i dividits dins, desconeguts i menyspreats fora".

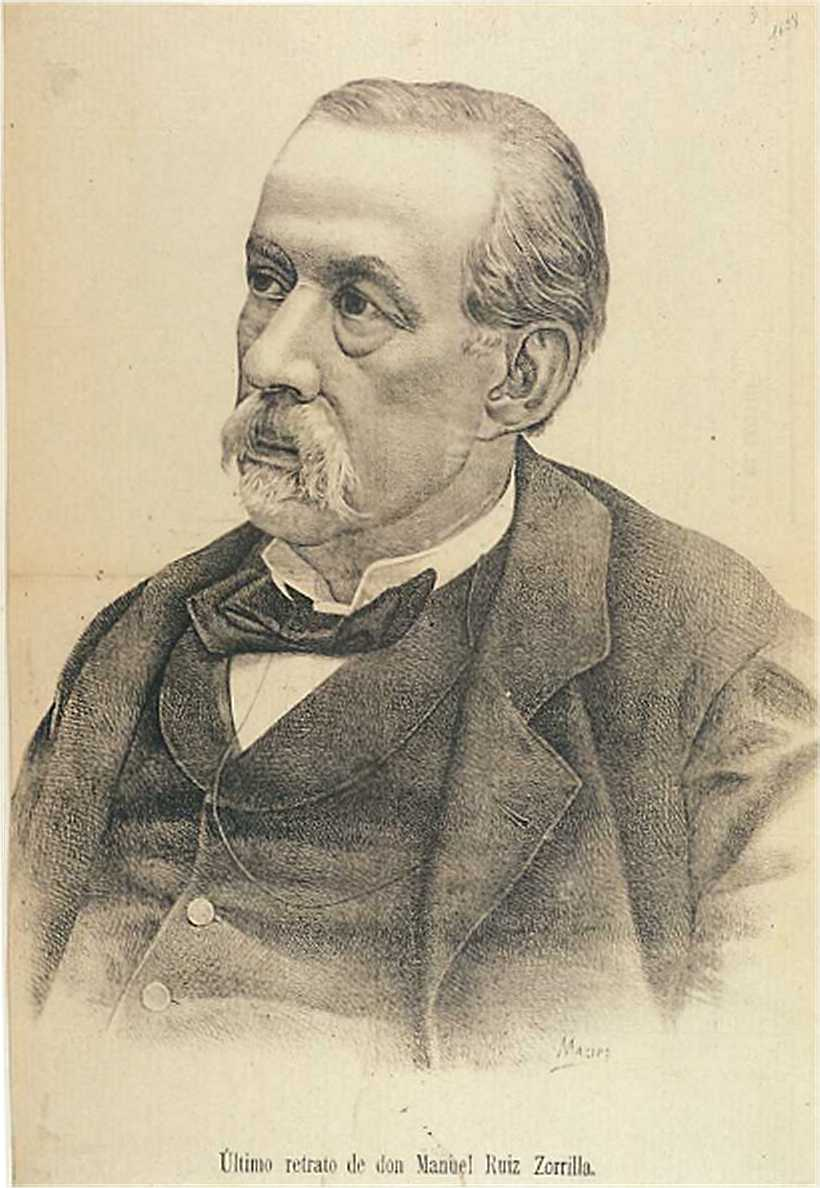
Últim retrat de Manuel Ruiz Zorrilla, aparegut al setmanari republicà i anticlerical El Motín en 1895

Entre les nombroses conspiracions organitzades per Ruiz Zorrilla les més importants van ser les que van trobar suports més sòlids entre un sector de l'exèrcit, especialment gràcies a l'Associació Republicana Militar (ARM) que en 1883 comptava amb uns mil cinc-cents afiliats, com la que va donar lloc a la insurrecció de Badajoz a l'agost de 1883 —el fracàs de la qual va obligar a exiliar-se a Portugal molts dels implicats— o el de La Seu d'Urgell de l'any següent, igualment fracassada, i que va obligar Ruiz Zorrilla a abandonar París i a traslladar-se a Londres, on va romandre alguns anys. Però l'acció de major transcendència va ser el pronunciament que es va produir el 19 de setembre de 1886 a Madrid, encapçalat pel brigadier republicà Manuel Villacampa del Castillo i recolzat per l'ARM, que va fracassar a causa del "retraïment d'una part important dels compromesos, juntament amb la passivitat de l'element civil [que] van facilitar l'aïllament dels revoltats i la desarticulació de les ramificacions a províncies". Aquest va ser l'últim pronunciament republicà del segle xix i el seu fracàs va desencadenar la ruptura definitiva entre Ruiz Zorrilla i Nicolás Salmerón, que a partir de llavors propugnarà l'entrada dels republicans en les institucions de la monarquia restauracionista.
Els republicans de l'època, com Nicolás Salmerón o Francesc Pi i Margall, van assenyalar com a causa fonamental dels fracassos de Ruiz Zorrilla a la seva obstinació a dur a terme únicament revoltes militars sense intervenció del poble, jugant-ho tot a la carta del malestar de determinats sectors de l'exèrcit, sense unir-los al descontentament i a les lluites de les classes populars.
Encara que Ruiz Zorrilla no va abandonar la labor conspirativa, a les eleccions generals espanyoles de 1893 va acceptar que s'inclogués el seu nom en la candidatura d'"Unió Republicana" proposada per Nicolás Salmerón en la qual també s'havia integrat Francesc Pi i Margall, obtenint més de vint-i-sis mil vots per Madrid, la qual cosa li va proporcionar l'acta de diputat, a la qual va renunciar immediatament perquè havia promès no tornar a Espanya mentre continués la monarquia.

### Tornar a Espanya per morir

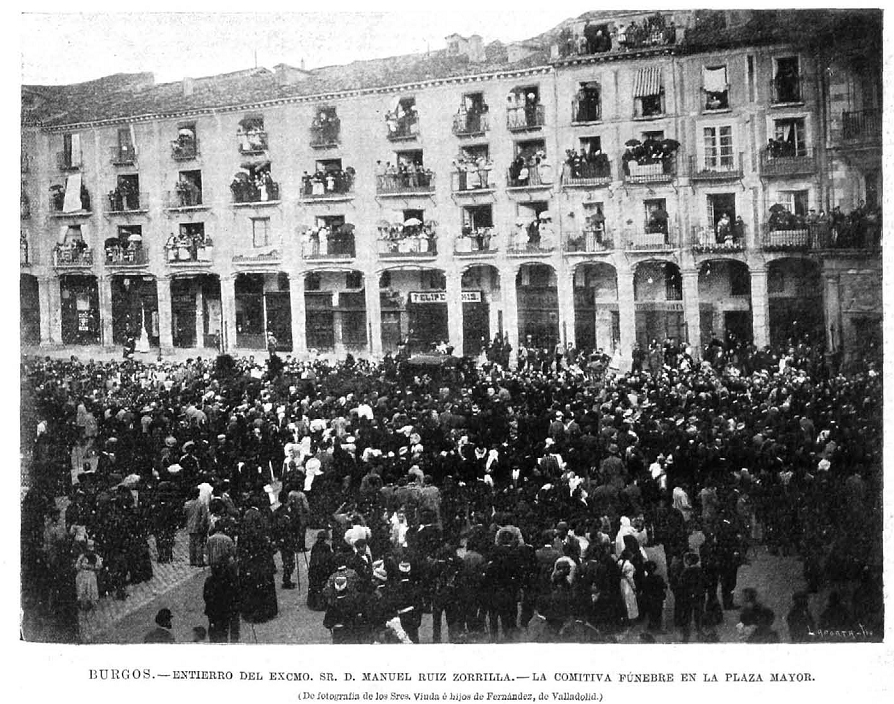
Enterrament de Manuel Ruiz Zorrilla, la comitiva fúnebre a la Plaça Mayor de Burgos, a La Ilustración Española y Americana.

Després de la mort de la seva esposa al març de 1894 —que va ser enterrada a Burgos al costat de les restes de la seva mare— la seva salut es va deteriorar ràpidament a causa dels problemes cardíacs que patia. El gener de 1895 va empitjorar i el seu amic, correligionari i metge, Josep Maria Esquerdo i Zaragoza, que havia viatjat a París per tractar-lo, va decidir traslladar-lo a Espanya, ocupant-se també que el diari republicà El País publiqués un nota en la qual Ruiz Zorrilla va explicar els motius de la seva tornada i que amb ella no trencava el jurament que havia fet de no retornar fins que fos restablida la República.
| « | Vaig pensar sempre morir a l'estranger o entrar a Espanya quan la República hagués triomfat, o al moment en què els republicans comptessin amb elements per presentar batalla a les institucions. La sort no ha volgut deixar-me presenciar la victòria dels nostres ideals ni morir en la demanda. Una greu malaltia m'ha inutilitzat: els metges, unànimement, m'imposen un absolut repòs. No tinc dret a suïcidar-me; i com en el meu estat de salut no puc ser útil a la causa, em retiro al si de la meva família i em decideixo a prescindir de tota lluita política | » |

El malalt va ser traslladat a una finca que tenia el doctor Esquerdo a la Vila Joiosa on va millorar el que li va decidir a passar unes setmanes a la seva finca de Tablada. Però durant el viatge va empitjorar i va morir al cap de pocs dies, el 13 de juny de 1895, als seixanta-dos anys. Va ser enterrat en el cementiri de Burgos.
El funeral es va celebrar en l'església de San Lorenzo el Real, en viure en el número 64 de la Plaça Major de Burgos.

## Càrrecs polítics
| Manuel Ruiz Zorrilla                                             |                                                                                  |                                                                           |
| Càrrec de govern                                                 |                                                                                  |                                                                           |
| Precedit per: Francisco Serrano Domínguez (President del Govern) | President del Govern (Llista de Presidents del Consell de Ministres) (1871)      | Succeït per: José Malcampo y Monge (President del Govern)                 |
| Precedit per: Francisco Serrano Domínguez (President del Govern) | President del Govern (Llista de Presidents del Consell de Ministres) (1872-1873) | Succeït per: Estanislau Figueras i de Moragas (President de la República) |